# Nordamerikanska mästerskapet i volleyboll för damer 2013
Nordamerikanska mästerskapet 2013 i volleyboll för damer hölls 16 till 21 september 2013 i Omaha, USA. Det var den 23:e upplagan av tävlingen och 9 landslag från NORCECA:s medlemsförbund deltog. USA vann tävlingen för 7:e gången genom att i finalen besegra Dominikanska republiken. Kelly Murphy utsågs till mest värdefulla spelare, medan Karina Ocasio var främsta poängvinnare.

## Regelverk
Tävlingen genomfördes i två omgångar med seriespel respektive cupspel.
- Lagen spelade först ett gruppspel med tre grupper om tre lag där alla mötte alla i respektive grupp.
- De två bästa lagen i varje grupp gick vidare till slutspel. De två ettor som fått flest gick direkt till semifinal, medan övriga lag började med kvartsfinal. Lagen som spelade semifinal gick antingen vidare till final eller match om tredjepris. De som förlorade kvartsfinalerna spelade om femteplatsen.
- Lagen som kom sist i respektive plats gjorde upp om platserna 7-9 i cupformat. De två lagen med sämst poäng från gruppspelet spelade först mot varandra. Vinnaren spelade sedan om sjundeplatsen mot laget som nått bäst poäng medan det förlorande laget blev nia.

### Metod för att bestämma tabellplacering
I gruppspelet gällde att om slutresultatet var 3-0, tilldelades det vinnande laget 5 poäng och det förlorande laget 0 poäng, om slutresultatet var 3-1 var istället fördelningen 4 respektive 1 poäng och om slutresultatet var 3-2 var fördelningen 3 respektive två poäng. Denna poängfördelning, som använts vid flera nordamerikanska mästerskap skiljer sig från de poängfördelning som brukar användas - där ett lag som mest kan få tre poäng och poängfördelningen är densamma för segrar med 3-0 och 3-1 i set. Placeringen i gruppen bestämdes av i tur och ordning:
- Antal vunna matcher
- Poäng
- Kvot vunna/förlorade set
- Kvot vunna/förlorade bollpoäng
- Inbördes möte

## Deltagande lag
| Lag                     | Kvalificerat genom | Deltog senast    |
| ----------------------- | ------------------ | ---------------- |
| Kanada                  | -                  | Puerto Rico 2011 |
| Costa Rica              | -                  | Puerto Rico 2011 |
| Kuba                    | -                  | Puerto Rico 2011 |
| Mexiko                  | -                  | Puerto Rico 2011 |
| Puerto Rico             | -                  | Puerto Rico 2011 |
| Dominikanska republiken | -                  | Puerto Rico 2011 |
| Saint Lucia             | -                  | Debut            |
| USA                     | Värdland           | Puerto Rico 2011 |
| Trinidad och Tobago     | -                  | Puerto Rico 2011 |

## Grupper
| Grupp A                                                    | Grupp B             | Grupp C                            |
| ---------------------------------------------------------- | ------------------- | ---------------------------------- |
| Costa Rica · Dominikanska republiken · Trinidad och Tobago | Kuba · Mexiko · USA | Kanada · Puerto Rico · Saint Lucia |

## Första rundan

### Grupp A

#### Resultat
| Datum    | Mellan                                        | Resultat | Set   | Set   | Set   | Set   | Set   | Poäng totalt | Speltid | Åskådare |
| Datum    | Mellan                                        | Resultat | 1     | 2     | 3     | 4     | 5     | Poäng totalt | Speltid | Åskådare |
| -------- | --------------------------------------------- | -------- | ----- | ----- | ----- | ----- | ----- | ------------ | ------- | -------- |
| 16-09-13 | Dominikanska republiken - Costa Rica          | 3 - 0    | 25:13 | 25:6  | 25:20 |       |       | 75 - 39      | 1h:10   | 400      |
| 17-09-13 | Costa Rica - Trinidad och Tobago              | 2 - 3    | 14:25 | 25:22 | 25:21 | 25:27 | 13:15 | 102 - 110    | 2h:18   | 300      |
| 18-09-13 | Dominikanska republiken - Trinidad och Tobago | 3 - 0    | 25:13 | 25:20 | 25:13 |       |       | 75 - 46      | 1h:14   | 250      |

#### Sluttabell
| Pos | Landslag                | Poäng | Matcher | Matcher | Matcher   | Set   | Set       | Kvot  | Poäng | Poäng     | Kvot  |
| Pos | Landslag                | Poäng | Spelade | Vunna   | Förlorade | Vunna | Förlorade | Kvot  | Vunna | Förlorade | Kvot  |
| --- | ----------------------- | ----- | ------- | ------- | --------- | ----- | --------- | ----- | ----- | --------- | ----- |
| 1   | Dominikanska republiken | 10    | 2       | 2       | 0         | 6     | 0         | MAX   | 150   | 85        | 1.765 |
| 2   | Trinidad och Tobago     | 3     | 2       | 1       | 1         | 3     | 5         | 0.600 | 156   | 177       | 0.881 |
| 3   | Costa Rica              | 2     | 2       | 0       | 2         | 2     | 6         | 0.333 | 141   | 185       | 0.762 |

### Grupp B

#### Resultat
| Datum    | Mellan        | Resultat | Set   | Set   | Set   | Set   | Set   | Poäng totalt | Speltid | Åskådare |
| Datum    | Mellan        | Resultat | 1     | 2     | 3     | 4     | 5     | Poäng totalt | Speltid | Åskådare |
| -------- | ------------- | -------- | ----- | ----- | ----- | ----- | ----- | ------------ | ------- | -------- |
| 16-09-13 | USA - Mexiko  | 3 - 0    | 25:9  | 25:12 | 25:11 |       |       | 75 - 32      | 1h:07   | 1.200    |
| 17-09-13 | Mexiko - Kuba | 3 - 2    | 25:18 | 25:23 | 23:25 | 21:25 | 18:16 | 112 - 107    | 2h:12   | 425      |
| 18-09-13 | Kuba - USA    | 0 - 3    | 9:25  | 13:25 | 12:25 |       |       | 34 - 75      | 1h:03   | 1.800    |

#### Sluttabell
| Pos | Landslag | Poäng | Matcher | Matcher | Matcher   | Set   | Set       | Kvot  | Poäng | Poäng     | Kvot  |
| Pos | Landslag | Poäng | Spelade | Vunna   | Förlorade | Vunna | Förlorade | Kvot  | Vunna | Förlorade | Kvot  |
| --- | -------- | ----- | ------- | ------- | --------- | ----- | --------- | ----- | ----- | --------- | ----- |
| 1   | USA      | 10    | 2       | 2       | 0         | 6     | 0         | MAX   | 150   | 66        | 2.273 |
| 2   | Mexiko   | 3     | 2       | 1       | 1         | 3     | 5         | 0.600 | 144   | 182       | 0.791 |
| 3   | Kuba     | 2     | 2       | 0       | 2         | 2     | 6         | 0.333 | 141   | 187       | 0.754 |

### Grupp C

#### Resultat
| Datum    | Mellan                    | Resultat | Set   | Set   | Set   | Set   | Set  | Poäng totalt | Speltid | Åskådare |
| Datum    | Mellan                    | Resultat | 1     | 2     | 3     | 4     | 5    | Poäng totalt | Speltid | Åskådare |
| -------- | ------------------------- | -------- | ----- | ----- | ----- | ----- | ---- | ------------ | ------- | -------- |
| 16-09-13 | Puerto Rico - Saint Lucia | 3 - 0    | 25:9  | 25:15 | 25:12 |       |      | 75 - 36      | 1h:03   | 700      |
| 17-09-13 | Saint Lucia - Kanada      | 0 - 3    | 14:25 | 9:25  | 14:25 |       |      | 37 - 75      | 1h:00   | 400      |
| 18-09-13 | Kanada - Puerto Rico      | 2 - 3    | 25:19 | 26:28 | 23:25 | 25:13 | 8:15 | 107 - 100    | 2h:06   | 2.000    |

#### Sluttabell
| Pos | Landslag    | Poäng | Matcher | Matcher | Matcher   | Set   | Set       | Kvot  | Poäng | Poäng     | Kvot  |
| Pos | Landslag    | Poäng | Spelade | Vunna   | Förlorade | Vunna | Förlorade | Kvot  | Vunna | Förlorade | Kvot  |
| --- | ----------- | ----- | ------- | ------- | --------- | ----- | --------- | ----- | ----- | --------- | ----- |
| 1   | Puerto Rico | 8     | 2       | 6       | 0         | 6     | 2         | 3.000 | 175   | 143       | 1.224 |
| 2   | Kanada      | 7     | 2       | 1       | 1         | 5     | 3         | 1.667 | 182   | 137       | 1.328 |
| 3   | Saint Lucia | 0     | 2       | 0       | 2         | 0     | 3         | 0.000 | 73    | 150       | 0.487 |

## Slutspelsfasen

### Slutspel
|  | Kvartsfinaler | Kvartsfinaler       | Kvartsfinaler |             |    | Semifinaler             | Semifinaler             | Semifinaler         |                     |             | Final | Final | Final |  |
|  |               |                     |               |             |    |                         |                         |                     |                     |             |       |       |       |  |
|  |               |                     |               |             |    | 1A                      | Dominikanska republiken | 3                   |                     |             |       |       |       |  |
|  |               |                     |               |             |    | 1A                      | Dominikanska republiken | 3                   |                     |             |       |       |       |  |
|  |               |                     | 1C            | Puerto Rico | 1  |                         |                         |                     |                     |             |       |       |       |  |
|  | 1C            | Puerto Rico         | 1C            | Puerto Rico | 1  | 3                       |                         |                     |                     |             |       |       |       |  |
|  | 1C            | Puerto Rico         |               |             |    |                         |                         |                     |                     |             |       |       |       |  |
|  | 2B            | Mexiko              | 0             |             |    |                         |                         |                     |                     |             |       |       |       |  |
|  | 2B            | Mexiko              | 0             |             | 1A | Dominikanska republiken | 1                       |                     |                     |             |       |       |       |  |
|  |               |                     |               |             |    |                         |                         |                     |                     |             |       |       |       |  |
|  |               |                     | 1B            | USA         | 3  |                         |                         |                     |                     |             |       |       |       |  |
|  |               |                     |               | USA         | 3  |                         |                         |                     |                     |             |       |       |       |  |
|  |               |                     |               |             |    |                         |                         |                     |                     |             |       |       |       |  |
|  |               |                     |               |             |    |                         |                         |                     |                     |             |       |       |       |  |
|  |               | 1B                  | USA           | 3           |    |                         | Match om tredjepris     | Match om tredjepris | Match om tredjepris |             |       |       |       |  |
|  |               |                     |               | 3           |    |                         |                         |                     |                     |             |       |       |       |  |
|  |               |                     | 2C            | Kanada      | 0  |                         |                         |                     |                     |             |       |       |       |  |
|  | 2C            | Kanada              | 2C            | Kanada      | 0  | 3                       |                         |                     | 1C                  | Puerto Rico | 3     |       |       |  |
|  | 2C            | Kanada              |               |             |    |                         |                         |                     | 1C                  | Puerto Rico | 3     |       |       |  |
|  | 2A            | Trinidad och Tobago | 0             |             |    | 2C                      | Kanada                  | 0                   |                     |             |       |       |       |  |

#### Resultat
| Datum    | Mellan                                | Resultat | Set   | Set   | Set   | Set   | Set | Poäng totalt | Speltid | Åskådare |
| Datum    | Mellan                                | Resultat | 1     | 2     | 3     | 4     | 5   | Poäng totalt | Speltid | Åskådare |
| -------- | ------------------------------------- | -------- | ----- | ----- | ----- | ----- | --- | ------------ | ------- | -------- |
| 19-09-13 | Puerto Rico - Mexiko                  | 3 - 0    | 25:16 | 25:22 | 25:19 |       |     | 75 - 57      | 1h:21   | 600      |
| 19-09-13 | Kanada - Trinidad och Tobago          | 3 - 0    | 27:25 | 25:11 | 25:22 |       |     | 77 - 58      | 1h:23   | 400      |
| 20-09-13 | Dominikanska republiken - Puerto Rico | 3 - 1    | 25:18 | 26:24 | 19:25 | 25:21 |     | 95 - 88      | 2h:00   | 2.000    |
| 20-09-13 | USA - Kanada                          | 3 - 0    | 25:22 | 25:14 | 25:15 |       |     | 75 - 51      | 1h:19   | 2.500    |
| 21-09-13 | Puerto Rico - Kanada                  | 3 - 0    | 25:23 | 25:16 | 25:16 |       |     | 75 - 55      | 1h:20   | 1.200    |
| 21-09-13 | Dominikanska republiken - USA         | 1 - 3    | 19:25 | 24:26 | 25:21 | 19:25 |     | 87 - 97      | 2h:03   | 3.500    |

### Match om femteplats

#### Resultat
| Datum    | Mellan                       | Resultat | Set   | Set   | Set   | Set | Set | Poäng totalt | Speltid | Åskådare |
| Datum    | Mellan                       | Resultat | 1     | 2     | 3     | 4   | 5   | Poäng totalt | Speltid | Åskådare |
| -------- | ---------------------------- | -------- | ----- | ----- | ----- | --- | --- | ------------ | ------- | -------- |
| 21-09-13 | Trinidad och Tobago - Mexiko | 0 - 3    | 23:25 | 19:25 | 22:25 |     |     | 64 - 75      | 1h:25   | 400      |

### Match om sjundeplats
|  | Semifinaler | Semifinaler |      |   | Final      | Final |  |
|  |             |             |      |   |            |       |  |
|  |             |             |      |   | Costa Rica | 1     |  |
|  |             |             |      |   | Costa Rica | 1     |  |
|  |             |             | Kuba | 3 |            |       |  |
|  | Kuba        | 3           | Kuba | 3 |            |       |  |
|  | Kuba        | 3           |      |   |            |       |  |
|  | Saint Lucia | 0           |      |   |            |       |  |

#### Resultat
| Datum    | Mellan             | Resultat | Set   | Set   | Set   | Set   | Set | Poäng totalt | Speltid | Åskådare |
| Datum    | Mellan             | Resultat | 1     | 2     | 3     | 4     | 5   | Poäng totalt | Speltid | Åskådare |
| -------- | ------------------ | -------- | ----- | ----- | ----- | ----- | --- | ------------ | ------- | -------- |
| 19-09-13 | Kuba - Saint Lucia | 3 - 0    | 25:16 | 25:15 | 25:6  |       |     | 75 - 37      | 1h:00   | 150      |
| 20-09-13 | Costa Rica - Kuba  | 1 - 3    | 24:26 | 25:23 | 15:25 | 22:25 |     | 86 - 99      | 1h:47   | 400      |

## Slutplaceringar
| Pos. | Lag                     | Kvalificerat för                               |
| ---- | ----------------------- | ---------------------------------------------- |
|      | USA                     | FIVB Volleyball World Grand Champions Cup 2013 |
|      | Dominikanska republiken |                                                |
|      | Puerto Rico             |                                                |
| 4    | Kanada                  |                                                |
| 5    | Mexiko                  |                                                |
| 6    | Trinidad och Tobago     |                                                |
| 7    | Kuba                    |                                                |
| 8    | Costa Rica              |                                                |
| 9    | Saint Lucia             |                                                |

## Individuella utmärkelser
| Utmärkelse              | Namn             | Lag                     |
| ----------------------- | ---------------- | ----------------------- |
| Mest värdefulla spelare | Kelly Murphy     | USA                     |
| Bästa poängvinnare      | Karina Ocasio    | Puerto Rico             |
| Bästa anfallare         | Kelly Murphy     | USA                     |
| Bästa blockare          | Sinead Jack      | Trinidad och Tobago     |
| Bästa servare           | Jordan Larson    | USA                     |
| Bästa passare           | Alisha Glass     | USA                     |
| Bästa mottagare         | Debora Seilhamer | Puerto Rico             |
| Bästa försvarare        | Brenda Castillo  | Dominikanska republiken |
| Bästa libero            | Janie Guimond    | Kanada                  |